# Costin Adam
Costin Adam (n. 14 iunie 1981, Ploiești) este un cântăreț și compozitor român de muzică rock, membru al formației Phoenix începând cu anul 2014.

## Activitate muzicală
Pasionat de muzică, Costin Adam a avut prima formație încă de la vârsta de 13 ani, în Ploiești. În 2003 înființează, împreună cu bateristul Adrian Rugină, trupa de rock/metal NeXuS, cu care are peste 100 de concerte. În 2007, alături de NeXuS, solistul apare cu piesa „To the Light” pe volumul al patrulea al seriei de compilații Manifest Yourself Music, distribuită cu revista Sunete.
În mai 2013, în calitate de angajat al Societății de Gospodărire Urbană Ploiești, Costin Adam se ocupă de organizarea unui concert caritabil la Ploiești, la care participă trupa Phoenix, în vederea strângerii de fonduri pentru viitorul spital de pediatrie din oraș. Acesta este momentul în care Adam ia contact pentru prima dată cu legendara formație timișoreană și cu liderul acesteia, Nicu Covaci. Concertul a fost un succes, adunând peste 9.000 de oameni pe stadionul din Ploiești.
În ianuarie 2014, solistul Bogdan Bradu se retrage din Phoenix în urma unei decizii personale de a renunța la muzica rock și de a se întoarce la operă. În aceeași lună, Costin Adam este contactat de Nicu Covaci, fiind chemat în Spania. Începând cu februarie 2014, devine solistul vocal al formației Phoenix, întregind astfel o nouă formulă, din care face parte și chitaristul Dan Albu, fostul său coleg din NeXuS. Despre începuturile sale la Phoenix, solistul spunea într-un interviu că prima piesă cântată ca probă a fost „Strunga”, iar Nicu Covaci a luat un aparat de măsurat volumul vocii, aparatul fiind „dat peste cap”.
Noua formulă Phoenix se rodează într-un cantonament la Azuga, unde sunt repetate piesele vechi. În mai 2014 apare maxi-single-ul Asgard, ce conține patru piese, acestea reprezentând primele înregistrări oficiale Phoenix în care este prezentă vocea lui Costin Adam. În urma altor două cantonamente a câte o lună fiecare, la Sinaia și Mangalia, sunt definitivate piesele pentru un nou album Phoenix, ce are ca temă principală voievozii și regii care au luptat pentru țară împotriva dușmanilor. Pe 16 octombrie are loc un concert în Berăria H din București, concomitent cu apariția unui maxi-single promoțional cu trei piese, ce prefațează noul material discografic. Albumul se numește Vino, Țepeș! și este lansat în cadrul unui concert pe 6 decembrie la Palatul Național al Copiilor. În afară de susținerea partiturilor vocale ale albumului, Adam se implică și în partea de creație, compunând piesa „Năluca (Ștefan cel Mare)” (pe versuri de Alexandru Macedonski) și contribuind cu idei pentru „Decebal către popor” și „Cântec (Ștefan și Mihai)”, ambele compuse de Dan Albu, pe versuri adaptate după George Coșbuc.
În anii următori, solistul are o susținută activitate concertistică alături de Phoenix, participând la spectacolul aniversar ce marchează 55 de ani de existență a formației (Arenele Romane, 19 aprilie 2017) și la turneele „Sinteza – Rapsodia” (2018), respectiv „Fie să renască” (2019). Tot în 2019, înregistrează în studio materialul proiectului Sinteza Rapsodia—Anotimpurile și zece dintre cele mai cunoscute hit-uri Phoenix, refăcute cu un sunet modern.
În paralel cu activitatea sa alături de Phoenix, Costin Adam se implică și în alte colaborări muzicale. Este invitat să realizeze părțile vocale pentru „Humanity” și „Singuri printre oameni”, piese aparținând proiectului Reșița Rocks (inițiat de Toni Dijmărescu, Adrian Nițulescu și Flaviu Suciu). Aceste două melodii sunt lansate ca single-uri pe parcursul anului 2017, iar ulterior, în septembrie 2020, apar pe albumul Născuți din foc. Colaborează cu formația clujeană C.A.S.H., înregistrând în studio piesa „De ce”, publicată pe 15 iunie 2020. Pe 30 septembrie 2020 este lansat single-ul „Suflet Colectiv”, înregistrat de Costin Adam împreună cu Călin Pop (de la Celelalte Cuvinte). Piesa a fost compusă de Alex Penescu, fiind dedicată memoriei celor dispăruți în tragedia din 30 octombrie 2015.
Costin Adam a absolvit facultatea de agronomie și are un copil, Eva Adam. De asemenea, este motociclist și membru în Carpat Bikers  M.C. din Piatra Neamț.

## Discografie

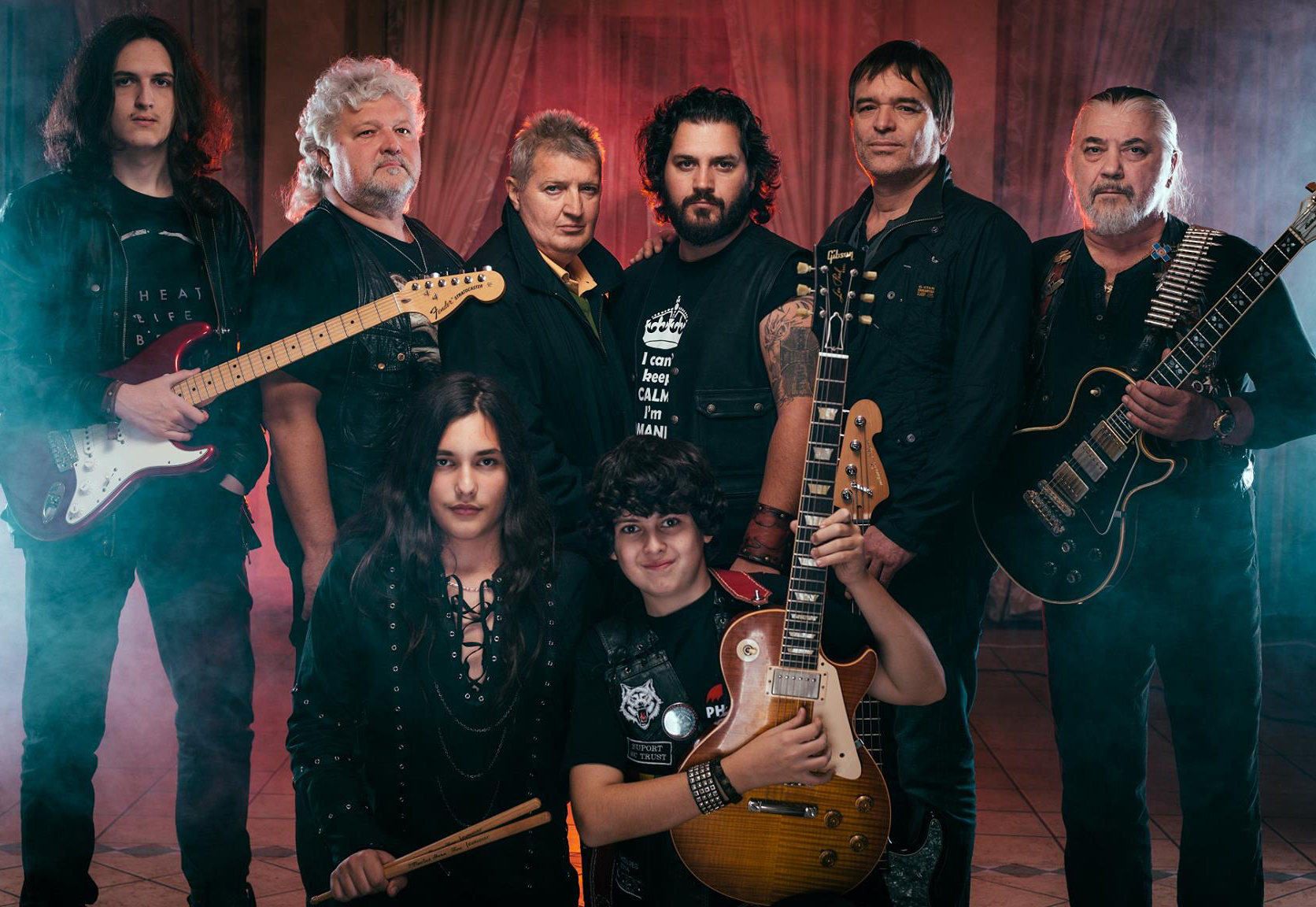
Costin Adam cu Phoenix (componența din 2015)

### Cu Phoenix
- Asgard (maxi-single, 2014)
- Vino, Țepeș! (maxi-single, 2014)
- Vino, Țepeș! (album de studio, 2014)
- Eminescu, eternul Phoenix (compilație, 2018)

### Alte colaborări
- „To the Light” – cu NeXuS, 2007, piesă inclusă pe compilația Manifest Yourself Music – MYM #4
- „Humanity”, „Singuri printre oameni” – cu Reșița Rocks, 2017, piese incluse pe albumul Născuți din foc
- „Cocoșii negri” – cu Syn Ze Șase Tri, 2017, piesă inclusă pe albumul Zăul Moș
- „De ce” – cu C.A.S.H., 2020, video-single
- „Suflet Colectiv” – cu Călin Pop & Alex Penescu, 2020, video-single
- „Singuri printre oameni” (acustic) – varianta acustică a piesei din cadrul proiectului Reșița Rocks, înregistrată în formula: Costin Adam (vocal) și Dan Albu (chitară acustică, voce)[16]

## Legături externe
- Pagina lui Costin Adam pe Discogs.com
- „Povestea lui Costin Adam, noul solist al trupei Phoenix: muzicianul care este șef la Spații Verzi în Ploiești” (Dana Mihai, Adevărul, 10 ianuarie 2015)
- „Exclusivitate: Phoenix lucrează la Rapsodia lui George Enescu. Interviu cu Costin Adam, vocalistul trupei” (Mesagerul de Neamț, 28 iulie 2019)